# The Turning Point (1977)
The Turning Point (Brasil: Momento de decisão / Portugal: A grande decisão)  é um filme estadunidense de 1977, do gênero drama, dirigido por Herbert Ross.

## Sinopse
Duas bailarinas, Deedee e Emma, seguem caminhos diferentes na vida, com a primeira constituindo família e a outra seguindo carreira. Elas perdem contato, que é reatado quando Emilia, a filha de Deedee, tem a chance de dançar na companhia pertencente à Emma, fazendo renascer então uma antiga rivalidade entre elas. Enquanto isto, Emilia se envolve e se decepciona com o bailarino russo Yuri Kopeikine, e prepara sua estreia. Deedee e Emma, agora a mentora de Emília, embora com a amizade estremecida, torcem pelo sucesso dela.

## Elenco
- Shirley MacLaine ....  Deedee Rodgers
- Anne Bancroft ....  Emma Jacklin
- Mikhail Baryshnikov ....  Yuri Kopeikine
- Leslie Browne ....  Emilia Rodgers
- Tom Skerritt ....  Wayne
- Martha Scott ....  Adelaide
- Anthony Zerbe ....  Rosie
- Marshall Thompson ....  Carter
- Alexandra Danilova ....  Madame Dahkarova
- Antoinette Sibley ....  Sevilla Haslam
- Starr Danias ....  Carolyn
- James Mitchell ....  Michael
- Daniel Levans ....  Arnold
- Scott Douglas ....  Freddie Romoff
- Lisa Lucas ....  Janina

## Principais prêmios e indicações
Oscar 1978 (EUA)
- Recebeu onze indicações, nas categorias de Melhor Filme, Melhor Diretor, Melhor Atriz (Shirley MacLaine e Anne Bancroft), Melhor Ator Coadjuvante (Mikhail Baryshnikov), Melhor Atriz Coadjuvante (Leslie Browne), Melhor Fotografia, Melhor Direção de Arte, Melhor Roteiro Original, Melhor Montagem e Melhor Som.

Globo de Ouro 1978 (EUA)
- Ganhou nas categorias de Melhor Filme - Drama e Melhor Diretor.
- Indicado nas categorias de Melhor Atriz - Drama (Anne Bancroft), Melhor Ator Coadjuvante (Mikhail Baryshnikov), Melhor Atriz Coadjuvante (Leslie Browne) e Melhor Roteiro.

BAFTA 1979 (Reino Unido)
- Indicado na categoria de Melhor Atriz (Anne Bancroft).

Prêmio Eddie 1978 (American Cinema Editors, EUA)
- Vencedor na categoria de Melhor Montagem.

Academia Japonesa de Cinema 1979 (Japão)
- Indicado na categoria de Melhor Filme Estrangeiro.

Prêmio David di Donatello 1978 (Itália)
- Mikhail Baryshnikov recebeu um prêmio especial pela sua atuação no filme e pela sua contribuição para a arte da dança.

WGA Award 1978 (Writers Guild of America, EUA)
- Recebeu o prêmio na categoria Melhor Roteiro Original Escrito Diretamente para Cinema.